# Карін Клейбекер
Карін Клейбекер (нід. Carien Kleibeuker; нар. 12 березня 1978, Роттердам, Нідерланди) — нідерландська ковзанярка.
Бронзова призерка зимових Олімпійських ігор 2014 року на дистанції 5000 м. Учасниця зимових Олімпійських ігор 2006 року — 10 місце на тій же дистанції.